# Kasjany
Kasjany – kolonia kolonii Kapitańszczyzna w Polsce, położona w województwie podlaskim, w powiecie hajnowskim, w gminie Narewka. Leży nad rzeką Waliczówką.
W latach 1975–1998 kolonia administracyjnie należała do województwa białostockiego.